# Konrad Weckerle
Konrad Weckerle (* 28. November 1941 in Stuttgart; † 19. Dezember 2023) war ein deutscher Wirtschaftsjurist und Manager. Er war unter anderem Vorstandsvorsitzender der Bayernwerk Wasserkraft AG und der Rhein-Main-Donau AG sowie Vorsitzender der Senioren-Union der CSU.

## Leben
Konrad Weckerle erwarb im Jahr 1960 sein Abitur am neusprachlichen Gymnasium in Zuffenhausen. Von 1961 an studierte er Betriebswirtschaftslehre an der Universität Stuttgart und der Universität Mannheim und schloss 1965 als Diplom-Kaufmann ab. Es folgte ab 1966 ein Studium der Rechtswissenschaften an der Universität Mannheim und Ruprecht-Karls-Universität Heidelberg. Nach dem Referendarexamen arbeitete er von 1968 bis 1972 als Gerichtsreferendar im Oberlandesgerichtsbezirk Karlsruhe. Währenddessen wurde er 1971 an der Universität Mannheim mit dem Thema Die Treugeberrechte bei Insolvenz des Treuhänders zum Dr. jur. promoviert. Im selben Jahr wurde seine Schrift Die Rechte des Treuegebers im Konkurs des Treuhänders veröffentlicht. 1972 legte er in Stuttgart seine Große juristische Staatsprüfung ab.
Im Anschluss trat er als Assistent von Generaldirektor Helmut Jederle in den Dienst der Filmproduktionsgesellschaft Bavaria Atelier in München und übernahm die Geschäftsführung einer Tochtergesellschaft des Unternehmens in Berlin. Von 1975 an war er Mitglied der Geschäftsleitung eines multinational orientierten Großhandelsunternehmens der Konsumgüterbranche. 1977 wechselte er in den Vorstand der Reederei Bayerischer Lloyd AG in Regensburg, dem er bis 1987 angehörte. Weckerle war in Regensburg zudem Geschäftsführer der Danubia Baustoff GmbH. Des Weiteren wirkte er als Geschäftsführer der VRS (Vereinigte Reeder und Spediteure GmbH) und der Hiltner GmbH, einer Speditionsgesellschaft in Nürnberg. Er war auch Arbeitsrichter und im Vorstand der Vereinigung der Arbeitgeberverbände in Bayern und des Pensionsverbands der Binnenschiffahrt sowie Vorsitzender des Arbeitgeberverbands für die Donauschifffahrt und den Hafenumschlagbetrieb an der Donau und des Bezirksausschusses Donau im Bundesverband der deutschen Binnenschiffahrt. Außerdem war er Vorstandsmitglied bei DLC Danube-Lloyd (Cyprus) in Limasol.
Mitglied des Aufsichtsrats war er bei der Rhein-Main-Donau AG in München und der Donau-Lloyd-MAT GmbH (DLM) in Regensburg.
Fünf Jahre vor der Fertigstellung des Main-Donau-Kanals wechselte Weckerle in den Vorstand der Rhein-Main-Donau AG und übernahm von 1992 bis 2004 dessen Vorsitz. Weckerle sprach sich in dieser Zeit für einen konsequenten Ausbau der Donau zwischen Straubing und Vilshofen aus. Von 1994 bis 2000 war er zudem Vorstandsvorsitzender der Bayernwerk Wasserkraft AG und nach deren Fusion von 2000 bis 2001 Geschäftsführer der E.ON Wasserkraft GmbH.
1999 wurde Weckerle an der Technischen Universität München zum Honorarprofessor für Europäisches Wirtschaftsrecht ernannt. Von 1. August 2005 bis 12. Oktober 2013 war er Vorsitzender der Senioren-Union der CSU. Bei der CSU hatte er bereits in den 1980er Jahren im Arbeitskreis Umweltsicherung und Landesplanung, als Vorsitzender des Wirtschaftsbeirats im Bezirk Regensburg und als geschäftsführendes Mitglied im Präsidium des Wirtschaftsbeirates der Union in Bayern gewirkt.

## Ehrungen und Auszeichnungen
- 1984: Großes Ehrenzeichen für Verdienste um die Republik Österreich
- 1989: Verdienstorden der Bundesrepublik Deutschland (Verdienstkreuz am Bande)
- 1993: Großes Silbernes Ehrenzeichen für die Verdienste um die Republik Österreich
- 1993: Verdienstorden der Bundesrepublik Deutschland (Verdienstkreuz 1. Klasse)
- 2000: Goldenes Ehrenzeichen für Verdienste des Landes Oberösterreich
- 2006: Medaille für besondere Verdienste um Bayern in einem Vereinten Europa
- 2007: Bayerischer Verdienstorden